# マツダミヒロ
松田 充弘（まつだ みひろ、1973年12月31日 - ）は、日本の著作家、質問家。

## 来歴・人物
山形県生まれ。東北芸術工科大学を卒業後、デザイン会社を設立。その後、魔法の質問、質問家として活動。

## 主な著書
- 賢人たちからの運命を変える質問（かんき出版）
- 最愛の人と出逢う「恋のしつもん」最高の関係になる「愛のしつもん」（マガジンハウス）
- しつもん仕事術（日経BP社）
- バランスライフ（総合法令出版）
- 子どもが「やる気」になる質問（本間正人と共著、PHP研究所）
- ビジネスで一番大切なしつもん（日経BP社）
- しつもん上司術（すばる舎）
- しつもんマーケティング（角川学芸出版）
- "質問"に答えるだけでイライラがニコニコに変わる！魔法の子育てしつもんBOOK（カンゼン）
- マンガでわかる　はじめてのコーチング（関西看護出版）
- 初めての人とでもスムーズに話せる質問力（ブックスボックス）
- こころのエンジンに火をつける　魔法の質問（サンマーク出版）
- こころのモヤモヤを解き放つ　魔法の質問（サンマーク出版）
- しあわせをつくる　自分探しの授業（アクセス・パブリッシング）
- 質問で学ぶシンプルコーチング（PHP研究所）
- 心がふわっと軽くなる考え方（ひすいこうたろう・青木勇一郎と共著、ソフトバンククリエイティブ）
- 起きてから寝るまでの魔法の質問（サンマーク出版）
- しあわせは、すぐ近くにある。今日から成功できる39の法則（大和書房）
- なぜ、ぼくはこんな生き方・働き方をしているのだろう？（泰文堂）
- 「やめる」勇気　あなたにいらない36のこと（日本文芸社）
- やめる力（中経出版）
- なかなか眠れない夜に。（かんき出版）
- たった1分で心をつかむ！しつもん会話術（PHP研究所）
- 本気で愛される人になる運命の質問（青春出版社）
- 質問は人生を変える 「本音」と「本気」を引き出す力（きずな出版）